# Bare Trees
Bare Trees es el sexto álbum de estudio de la banda británica de rock Fleetwood Mac, publicado en 1972 por el sello Reprise Records. Es el último trabajo con el guitarrista Danny Kirwan, que durante la gira promocional fue despedido por su abusivo consumo de alcohol, además es considerado la piedra angular del sonido que buscaba la banda luego de la salida de Peter Green.
Obtuvo la posición 70 en la lista Billboard 200 de los Estados Unidos, mientras que en el Reino Unido no entró en las listas musicales, siendo el segundo álbum consecutivo que no llama la atención en su propio país. En 1976 se certificó con disco de oro en el mercado estadounidense y en 1988 alcanzó disco de platino, luego de superar el millón de copias vendidas.
Cabe mencionar que la canción escrita por Bob Welch «Sentimental Lady», fue posteriormente relanzado como sencillo promocional de su primer disco como solista, French Kiss de 1977, y que contó con la colaboración de Mick Fleetwood, Christine McVie y Lindsey Buckingham. Además el tema «Thoughts on a Grey Day» es un poema escrito por Mrs. Scarrott, amiga de la banda que lo ofreció para ser grabada como canción en su propia casa.

## Lista de canciones
| N.º | Título                                | Escritor(es)  | Duración |  |
| 1.  | «Child of Mine»                       | Kirwan        | 5:09     |  |
| 2.  | «The Ghost»                           | Welch         | 3:58     |  |
| 3.  | «Homeward Bound»                      | C. McVie      | 3:20     |  |
| 4.  | «Sunny Side of Heaven» (instrumental) | Kirwan        | 3:10     |  |
| 5.  | «Bare Trees»                          | Kirwan        | 5:02     |  |
| 6.  | «Sentimental Lady»                    | Welch         | 4:35     |  |
| 7.  | «Danny´s Chant»                       | Kirwan        | 3:16     |  |
| 8.  | «Spare Me a Little of Your Love»      | C. McVie      | 3:44     |  |
| 9.  | «Dust»                                | Kirwan        | 2:41     |  |
| 10. | «Thoughts on a Grey Day»              | Mrs. Scarrott | 1:46     |  |

## Músicos
- Danny Kirwan: voz y guitarra
- Bob Welch: voz y guitarra
- Christine McVie: voz y teclados
- John McVie: bajo
- Mick Fleetwood: batería